# 홋카이도 이부리 동부 지진
홋카이도 이부리 동부 지진(일본어: 北海道胆振東部地震 ほっかいどういぶりとうぶじしん[*])은 2018년 9월 6일 일본 홋카이도 이부리 지청에서 일어난 모멘트 규모 6.6의 지진이다. 홋카이도 아비라정에서 최대 진도 6강을 기록하여 홋카이도에서 기상 관측 사상 처음으로 6강을 관측하였다. 또한 홋카이도 아쓰마정에서 통신이 끊겨 데이터를 전달받지 못해 사후 지진계 판독 결과 진도7임을 확인하면서 일본 역사상 6번째로 진도7을 관측한 지진이 되었다. 지진으로 인한 흔들림은 쓰가루 해협 건너 혼슈의 북쪽끝 아오모리현에서도 감지되었다.
일본 기상청은 이 지진의 명칭을 헤이세이 30년(2018년) 홋카이도 이부리 동부 지진(일본어: 平成30年北海道胆振東部地震)이라 명명하였다. 일본 기상청이 지진의 명칭을 공식적으로 붙인 사례는 2016년 구마모토 지진 이후 처음이다.
지진 5개월 후인 2019년 2월 21일 오후 9시 22분경, 일본 기상청 규모 M5.8, 최대진도 6약의 최대 여진이 발생하였다.

## 지진동
진도 5약 이상을 관측한 곳은 다음과 같다. 아쓰마정은 진도 6약이었으나 통신이 끊겨 데이터를 전달하지 못한 지진계의 기록 분석 결과 7로 판명되었다.
| 진도 | 도도부현 | 시정촌 |
| ---- | -------- | --- |
| 7    | 홋카이도 | 아쓰마정 |
| 6강  | 홋카이도 | 아비라정 무카와정 |
| 6약  | 홋카이도 | 삿포로시(히가시구) 지토세시 히다카정 비라토리정 |
| 5강  | 홋카이도 | 삿포로시(기타구 시로이시구 데이네구 기요타구) 에베쓰시 에니와시 미카사시 나가누마정 도마코마이시 니캇푸정 신히다카정                                                   |
| 5약  | 홋카이도 | 이시카리시 신시노쓰촌 삿포로시(도요히라구 니시구 아쓰베쓰구) 기타히로시마시 하코다테시 이와미자와시 난포로정 유니정 구리야마정 다테시 무로란시 노보리베쓰시 시라오이정 |

장주기 지진동 경보 지역은 다음과 같다.
| 계급  | 지역 |
| ----- | --- |
| 계급4 | 이시카리 지방 남부 |
| 계급2 | 이시카리 지방 중부, 북부, 시리베시 지방 북부, 동부, 소라치 지방 남부, 가미카와 지방 남부, 이부리 지방 중동부, 도카치 지방 중부 |

## 피해
홋카이도 전력은 오전 3시경 지진 직후 도마토마쓰마 화력발전소 가동이 긴급 정지되면서 이로 인해 홋카이도 전역이 블랙아웃 상태라고 밝혔다. 홋카이도와 아오모리현 사이 60만kW 전기를 주고받을 수 있는 해저 케이블이 있으나 이 시설도 전력 공급이 필요하여 송전도 중단되었다. 홋카이도 지역은 1951년 홋카이도 전력 개업 이후 최초로 블랙아웃 사태가 발생했다. 수력 발전소 등을 통해 정전 복구 작업을 계속하면서 7일 오전 6시엔 40% 수준인 130만 9천 가구의 전력이 복구되었다. 3일 후인 9월 8일엔 전체의 99%에 달하는 292만 2천 가구의 전력이 복구되었고 300만 kW 수준의 출력으로 복구했다고 밝혔다.
교통 시설의 폐쇄로는, 신치토세 공항이 지진으로 인해 외벽 일부가 무너저 임시 폐쇄되었으며, JR 홋카이도 신칸센 및 재래선, 삿포로 시영 지하철, 삿포로 시영 전차, 하코다테 시영 전차, 도난 이사리비 철도등 홋카이도내 모든 철도가 2018년 9월 8일 기준으로 운행 중지 상태이다.
칠레-일본 축구평가전이 지진의 여파로 취소되었으며, 삿포로 여행중인 한국인이 부상당했다는 보도가 있다. 또한 호우와 겹쳐서 산사태가 발생해 피해가 더 커졌다.
9월 13일, 삿포로시가 지진을 이유로 2026년 동계올림픽 유치를 포기한다고 발표했다.
9월 7일 오전 7시 진행 예정이던 닌텐도 다이렉트 이벤트도 지진으로 무기한 연기되는 일이 있었다.